# 君のまなざし
『君のまなざし』（きみのまなざし）は、幸福の科学グループのニュースター・プロダクション製作による2017年5月20日公開の実写日本映画。監督は、赤羽博。「霊界や魂の存在などを明確に肯定」し、それを詳細に描くことで、宗教的な善導を促す映画。

## 概要
幸福の科学の劇場映画としては第11作品目。幸福の科学総裁の大川隆法が製作総指揮。大川宏洋が総合プロデューサー、脚本、俳優の3役で参画している。
監督は赤羽博。赤羽はインタビューで「本作はジャンル分けが出来ない映画、しいて言えばスピリチュアル映画」と語っている。
公開スクリーン数は182館で上映され、東映系もある。5月20日の初日舞台挨拶は、シネマート新宿 で行われる。

## ストーリー
大学生健太は、友人の朝飛（あさひ）に誘われ、夏休みに長野のペンション「たちばな」で住み込みでバイトすることになる。そこで、以前に神社で出会った巫女のあかりと再会し、同じバイトで働くことになる。ある夜、不思議な現象に出くわした健太は、そのペンションに重大な秘密が隠されていたことを知る。そして、あかりとともに、その真相を探っていく。

## キャスト
健太（けんた）
演 - 梅崎快人
大学生で、友人の朝飛に誘われ、夏休みの期間ペンション「たちばな」で住み込みバイトする。
あかり
演 - 水月ゆうこ
神社 天宮大社の巫女職。健太とは以前からの知り合いで、夏休みにペンション「たちばな」で健太に再会する。他人と目を合わせるのが苦手な性格。
朝飛（あさひ）
演 - 大川宏洋
健太とは大学の友人で、親戚の橘大介から夏休みにペンションの運営をまかされる。
佐藤 夏希
演 - 手塚理美
ペンション「たちばな」の近くに住んでいた女性。
羊禅（ようぜん）
演 - 黒沢年雄
平安時代の人物。老神職として後人を指導する師匠でもある。
橘 大介
演 - 黒田アーサー
ペンション「たちばな」のオーナー。信仰深くペンションの裏にある祠（ほこら）に毎朝参拝している。
藤原 兼保
演 - 日向丈
平安時代の人物。都から派遣された貴族で、その地域の国司。
池田 菜々子
演 - 長谷川奈央
アヤ、川内 加奈
演 - 合香美希
平安時代の人物。天涯孤独の少女。光健と道円に命を救われるが、ふたたび狙われる。
華子
演 - 春宮みずき
健太の姉。

## スタッフ
- 制作総指揮・原案：大川隆法
- 監督：赤羽博
- 総合プロデューサー・脚本：大川宏洋
- プロデューサー：松本弘司、竹内久顕、三觜智大
- ラインプロデューサー：竹内一成
- 音楽：水澤有一
- 撮影：木村弘一 (J.S.C.)
- 照明：椎野茂
- 録音：佐藤公章
- 美術：北谷岳之
- 装飾：高畠一朗、酒井譲
- 編集：新井孝夫
- 視覚効果：松本肇
- サウンドデザイン：石井和之
- 音響効果：壁谷貴弘
- 衣装：宮本まさ江
- メイク：清水美穂
- キャラクターデザイン造形：百武朋
- アクション コレオグラファー：森﨑えいじ、高槻祐士
- 記録：今井文子
- スケジューラー：本間利幸、岡嶋純一
- 助監督：小松真一
- 制作担当：高橋喜久雄
- 制作主任：幡野英二、守田健二
- 製作・企画：ニュースター・プロダクション
- 製作協力・販売協力：幸福の科学出版
- 制作プロダクション：ジャンゴフィルム
- 配給：日活
- 配給協力：東京テアトル

## 主題歌・挿入歌
- 主題歌『君のまなざし』
作詞・作曲：大川隆法
編曲：大門一也
歌：大川宏洋

- 挿入歌『不思議なあなた』
作詞・作曲：大川隆法
編曲：水澤有一、大門一也
歌：春宮みずき

## 音楽ソフト
- CD『「君のまなざし」主題歌 & 挿入歌』

レーベル：SUNLIGHT （発刊元 ニュースター・プロダクション）
収録曲：
1. 君のまなざし
2. 不思議なあなた
3. 君のまなざし-Instrumental-
4. 不思議なあなた-Instrumental-
収録時間： 21分
型番： C 424
発売日：2017年4月20日
EAN 4589481640074、JAN 4589481640074、ASIN B06Y3RCX94
- CD『映画「君のまなざし」オリジナル・サウンドトラック』

レーベル：SUNLIGHT、発刊元 ニュースター・プロダクション
収録曲：全19曲、収録時間：74分53秒
1. 健太
2. 大学生活
3. ペンション「たちばな」へ
4. 洞窟の見える祠
5. 健太とあかり
6. 金縛り
7. 夏希の回想
8. 夏希の希望
9. 鬼の洞窟・天宮の謎
10. 悲しみの健太
11. 姉と弟
12. 怪奇現象
13. 道円
14. 逆境
15. 朝飛の回想　苦悩
16. 道円の悲しみ・憎しみ・怒り
17. あかり
18. 父と子
19. 光の世界へ
作曲・編曲・演奏：水澤有一
型番： C 425
発売日：2017年5月20日
EAN 4589481640081、JAN 4589481640081、ASIN B072F9G78S

## 映像ソフト
- DVD 通常版『映画「君のまなざし」』

収録内容：
1. 本編映像 114分
2. 予告編映像 90秒Ver. 30秒Ver. 15秒TV SPOT
3. 劇場上映初日舞台挨拶レポート 5分10秒
レーベル、発刊元：ニュースター・プロダクション
販売元：幸福の科学出版
型番： K 1214
発売日：2018年3月23日
EAN 4582316050796、JAN 4582316050796、ASIN B079ZV7NM7
ISBN 978-4-86395-974-3
- Blu-ray『映画「君のまなざし」』

収録内容：上記 DVD 通常版と同じ。
レーベル、発刊元：ニュースター・プロダクション
販売元：幸福の科学出版
型番： K 1215
発売日：2018年3月23日
EAN 4582316050802、JAN 4582316050802、ASIN B079ZZRB7W
ISBN 978-4-86395-975-0
- DVD レンタル版『映画「君のまなざし」』

収録内容：上記 DVD 通常版と同じ。
レーベル、発刊元：ニュースター・プロダクション
販売元：幸福の科学出版
型番： K 1213
発売日：2018年4月??日
EAN 4582316050789、JAN 4582316050789